# Seasons in the Abyss
Seasons In The Abyss (Roční Období V Propasti) je v pořadí pátým studiovým albem americké thrashmetalové kapely Slayer. Album bylo nahráno v roce 1989 a vydáno v roce 1990. Bylo vydáno pod značkou Def American Records (později se přejmenovalo na American Records). Umístilo se na 40. místě žebříčku Billboard 200.

## Seznam skladeb
| Pořadí | Název                | Hudba          | Text            | Délka |
| ------ | -------------------- | -------------- | --------------- | ----- |
| 1.     | War Ensemble         | Hanneman       | Araya, Hanneman | 4:54  |
| 2.     | Blood Red            | Hanneman       | Araya           | 2:50  |
| 3.     | Spirit in Black      | Hanneman       | King            | 4:07  |
| 4.     | Expendable Youth     | King           | Araya           | 4:10  |
| 5.     | Dead Skin Mask       | Hanneman       | Araya           | 5:34  |
| 6.     | Hallowed Point       | Hanneman, King | Araya, Hanneman | 3:24  |
| 7.     | Skeletons of Society | King           | King            | 4:41  |
| 8.     | Temptation           | King           | King            | 3:26  |
| 9.     | Born of Fire         | Hanneman, King | King            | 3:23  |
| 10.    | Seasons in the Abyss | Hanneman       | Araya           | 6:42  |

## Sestava
- Tom Araya – baskytara, zpěv
- Jeff Hanneman – kytara
- Kerry King – kytara
- Dave Lombardo – bicí

Producentem alba byl Rick Rubin, album namixoval Andy Wallace.